# Eremencyrtus
Eremencyrtus is een geslacht van vliesvleugeligen uit de familie Encyrtidae. De wetenschappelijke naam van dit geslacht is voor het eerst geldig gepubliceerd in 1972 door Trjapitzin.

## Soorten
Het geslacht Eremencyrtus omvat de volgende soorten:
- Eremencyrtus neoptolemus Myartseva, 1979
- Eremencyrtus unifasciatus Trjapitzin, 1972